# خورخي غالان
خورخي غالان (بالإسبانية: Jorge Galán Anaut) هو لاعب كرة قدم إسباني، ولد في 22 يناير 1989 في بنبلونة في إسبانيا. شارك مع منتخب إسبانيا تحت 20 سنة لكرة القدم. أما مع النوادي، فقد لعب مع أوساسونا ب وأوساسونا وريال يونيون ونادي كيلمارنوك ونادي هويسكا.

## وصلات خارجية
- خورخي غالان على موقع قاعدة بيانات كرة القدم.إي يو (الإنجليزية)
- خورخي غالان على موقع Soccerway.com (الإنجليزية)
- خورخي غالان على موقع AS.com (الإسبانية)